# Palumäe
Palumäe est un village de la commune de Kambja du comté de Tartu en Estonie.
Au 31 décembre 2011, il compte 34 habitants.